# سوبارو لگاسی (نسل دوم)
سوبارو لگاسی (نسل دوم) (Subaru Legacy (second generation)) خودرویی است که در سال‌ های ۱۹۹۳ تا ۱۹۹۹ تولید شده‌ است.
طراحی آن خودروهای موتور جلو-محور جلو، خودروهای موتور جلو-چهار چرخ متحرک، آمریکای شمالی بوده طول آن در حالت طبیعی ۱۸۰٫۹ اینچ (۴٬۵۹۰ میلیمتر)، عرض آن در حالت طبیعی ۶۷٫۵ اینچ (۱٬۷۱۰ میلیمتر)، ارتفاع آن در حالت طبیعی ۵۷٫۱ اینچ (۱٬۴۵۰ میلیمتر) و وزن آن در حالت طبیعی ۳٬۱۳۵ پوند (۱٬۴۲۲ کیلوگرم) است.

## نگارخانه

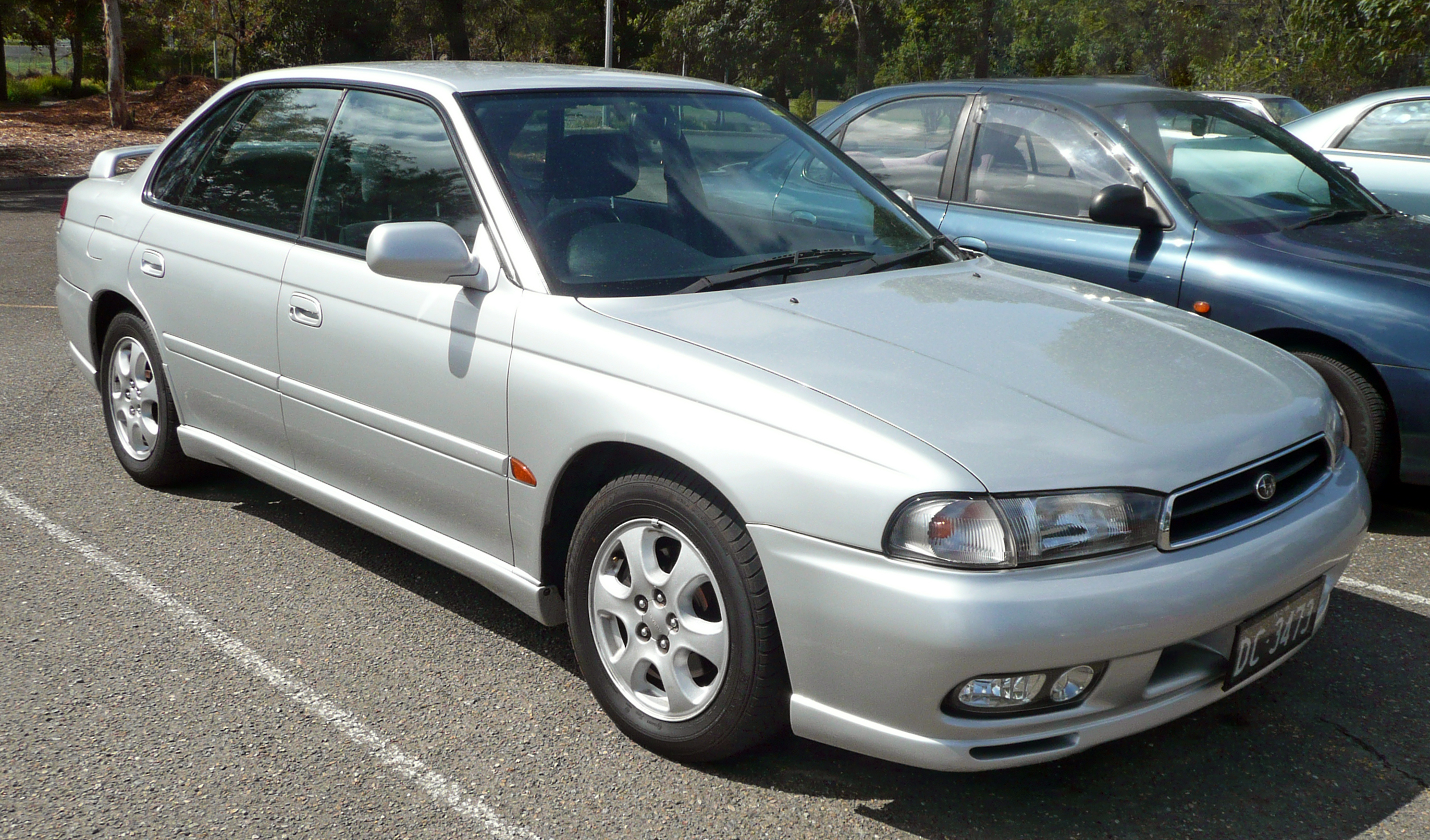
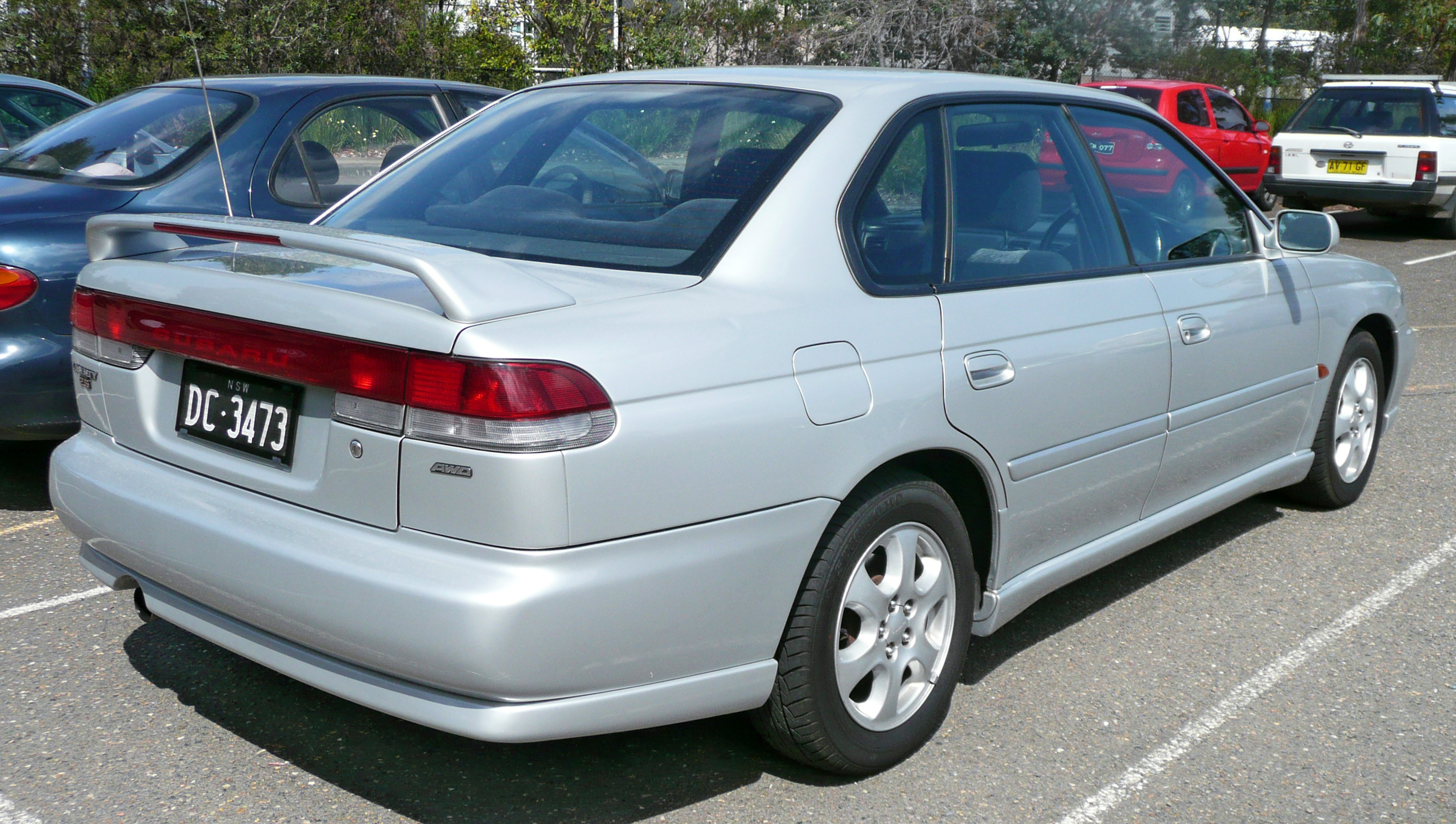
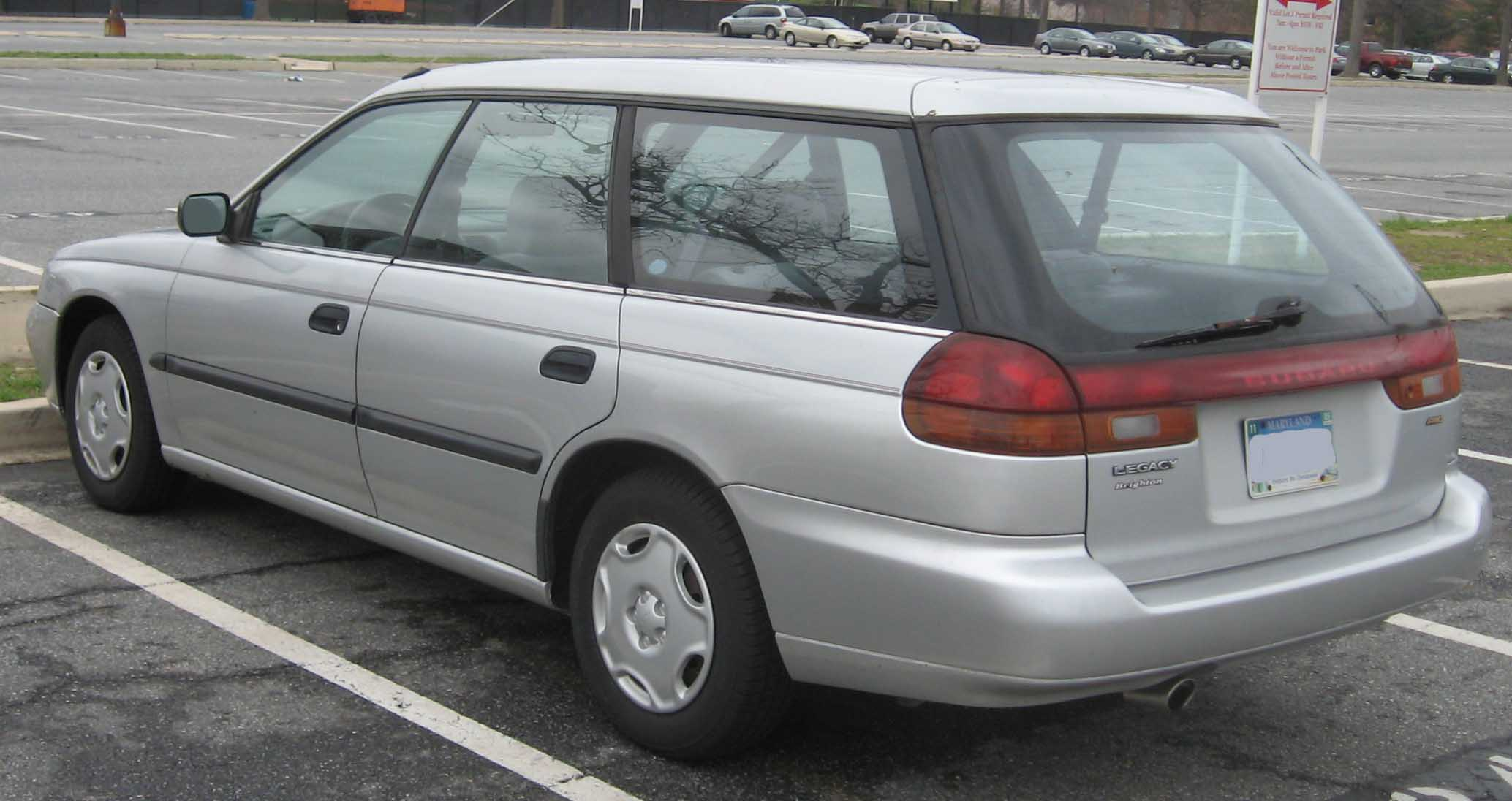
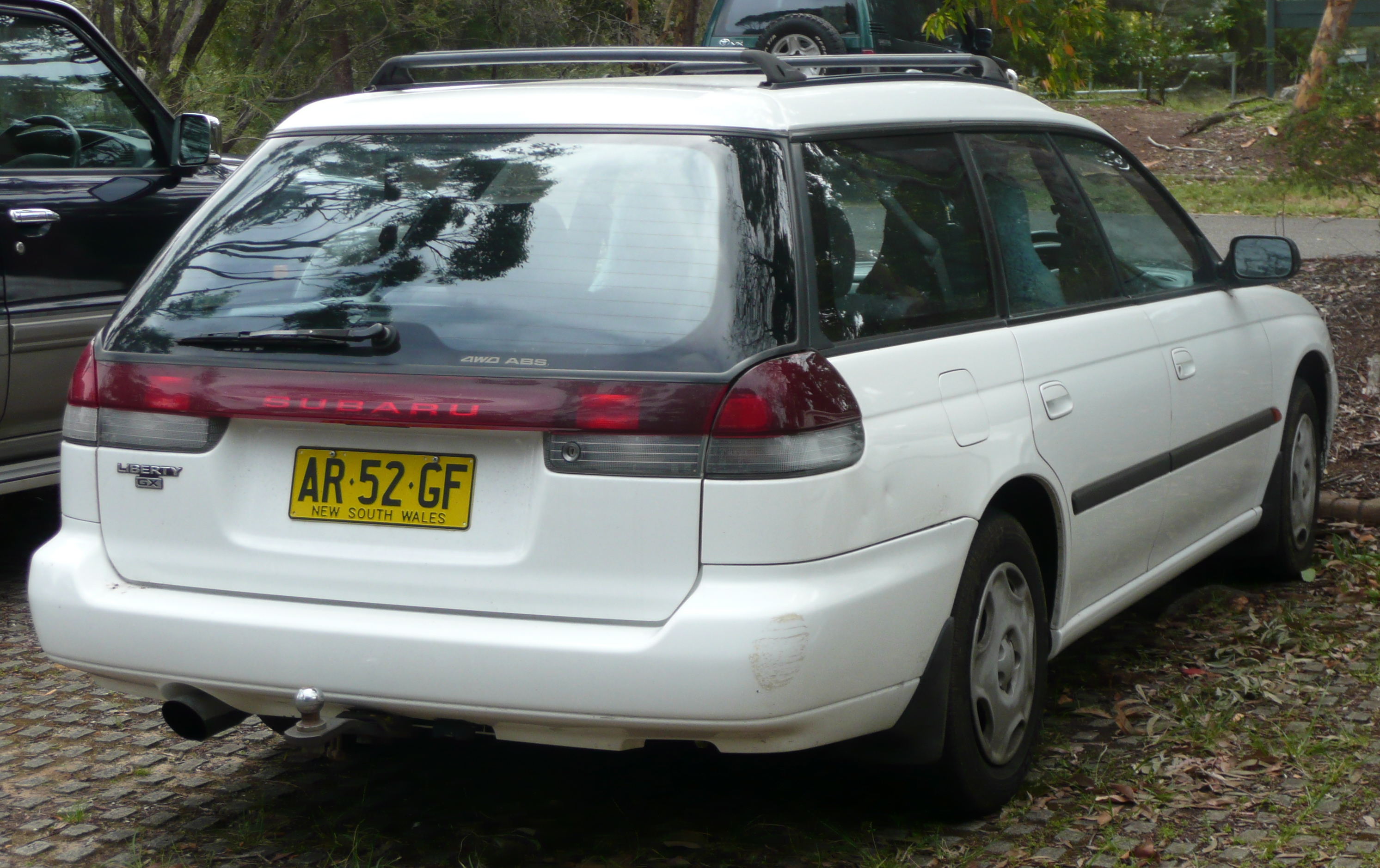